# Chiesa della Natività di Maria Vergine (Grone)
La chiesa della Natività di Maria Vergine è la parrocchiale di Grone in provincia e diocesi di Bergamo, e fa parte del vicariato di Borgo di Terzo-Casazza. La chiesa conserva il dipinto di Gian Paolo Cavagna raffigurante i santi Fermo e Rustico.

## Storia
L'antica chiesa era probabilmente prossima a un fortilizio forse come cappella privata. Durante i lavori di ricostruzione del XX secolo furono trovati resti di un antico maniero fortificato.
La prima indicazione della presenza di una chiesa nella località di Grone è citata nel registro dei Censuali redatto sotto l'episcopato di Vittore Soranzo che riportava un atto notarile del 9 febbraio 1495. Il documento la indica sussidiaria di quella di Berzo San Fermo chiesa dedicata ai santi Fermo e Rustico, con l'unione dei parrocchiani seguiti da un unico parroco che doveva curarne la spiritualità e che doveva essere pagato con beneficio anche dalla comunità di Grone. La relazione della visita pastorale di Pietro Lippomano del 1450, ne conferma l'unione con l'indicazione di dover versare da parte del comune di Grome non solo il beneficio al parroco ma anche il censuale in cera alla curia vescovile di Bergamo.
La chiesa risulta inserita nella pieve di Mologno anche dagli atti della visita pastorale di san Carlo Borromeo del 28 ottobre 1585, indicata come parrocchia ma priva di reddito, fu quindi la congregazione della Misericordia a contribuire al reddito annuo del parroco. Vi erano indicate sussidiare della parrocchia la chiesa di Sant'Antonio detta “supra montem Gronum”. Vi erano le congregazioni del Santissimo Sacramento che aveva il giuspatronato sull'altare maggiore. Indicata presente in val Canonica, nel 1666 nel sommario della chiese della diocesi redatto dal cancelliere della curia Giovanni Giacomo Marenzi, inserita nella pieve di Mologno. La chiesa era retta da un cappellano coadiutore del parroco.
Vi fu una completa ricostruzione del Settecento come indicherebbe al costruzione del campanile nel 1782 completo di cinque campane portate da Santo Stefano degli Angeli fuse dalla ditta Locatelli di Bottanuco, e modellate dalla ditta Natale Mainoni.
Ricostruita nel Novecento su progetto di Dante Fornoni La posa delle nuove cinque campane in mi gr. avvenne del 1964 con la benedizione l'8 settembre del vescovo Clemente Gaddi.
Con decreto del 27 maggio 1979 del vescovo Giulio Oggioni la chiesa fu inserita nel vicariato di Borgo di Terzo-Casazza.

## Descrizione

### Esterno
L'edificio è posto in posizione dominante che lo rende visibile ed è preceduto dal sagrato posto sopra un terrazzamento con pavimentazione in bolognini di porfido.
La facciata neogotica, in conci di pietra locale coperti da una leggera patina bianca e rosa, è divisa da una cornice marcapiano che la divide in due sezioni. La sezione inferiore di minore misura presenta centralmente il portale completo di colonne con capitelli ionici che sorreggono l'arco a tutto sesto compreso di affresco, che si inserisce nella sezione superiore completa di contorni opera del bergamasco Pietro Monzio Compagnoni. Nell'ordine superiore vi è la trifora con colonnine toscano che reggono archi a tutto sesto.

### Interno
L'interno a pianta rettangola e a unica natava divisa da colonne e pilastri in quattro campane con volta a crociera culminanti con la costolanatura completa di archi a sesto acuto. Nella seconda campata, in vani leggermente sfondati, sono presenti le due cappelle. La zona presbiteriale a cui si accede da cinque gradini termina ton il coro semicircolare. L'aula conserva opere provenienti dall'antica chiesa, tra i quali un altare ligneo dorato del 1684, gli affreschi del pittore bergamasco del XX secolo di Artuzio Muzio Compagnoni e il dipinto di Gian Paolo Cavagna con i santi Fermo e Rustico.